# Julius Steiner (Politiker)
Julius Steiner (* 18. September 1924 in Stuttgart; † 8. September 1997 in Friedberg) war ein deutscher Politiker (CDU). Er wurde bekannt als einer der beiden Unionsabgeordneten (wohl neben Leo Wagner, CSU), die sich beim Misstrauensvotum gegen Willy Brandt nach einer Bestechung durch die DDR-Staatssicherheit 1972 der Stimme enthalten hatten.

## Leben
Julius Steiner nahm von 1942 bis 1945 am Zweiten Weltkrieg teil. Nach dem Krieg arbeitete er bis 1952 für den französischen Geheimdienst und studierte Philosophie, Theologie und Geschichte, jedoch ohne Abschluss. Bis 1957 war er für den Verfassungsschutz in Baden-Württemberg tätig, danach für den Bundesnachrichtendienst. 1952 wurde Steiner Landesgeschäftsführer der CDU und 1956 Landesvorsitzender der Jungen Union in Baden-Württemberg. 1969 erhielt er über die baden-württembergische Landesliste der CDU einen Sitz im Deutschen Bundestag.

## Steiner-Wienand-Affäre
Steiner behauptete gegenüber dem Spiegel 1973, er habe sich beim Misstrauensvotum gegen Brandt der Stimme enthalten, weil er dessen Politik unterstützen wollte, und als Doppelagent unter Aufsicht des BND seit 1972 die CDU als IM „Theodor“ für das Ministerium für Staatssicherheit ausspioniert. Später behauptete er, 50.000 DM vom SPD-Fraktionsgeschäftsführer Karl Wienand erhalten zu haben. Er trat im Oktober 1973 aus der CDU aus.
1997 schließlich gab der ehemalige DDR-Geheimdienstchef Markus Wolf in seinem Buch Spionagechef im geheimen Krieg bekannt, er sei es gewesen, der Steiner mit 50.000 DM bestochen habe. Steiner habe „wissentlich und willentlich“ (taz) mit der Stasi zusammengearbeitet. Seit 1998 ausgewertete Unterlagen des Ministeriums für Staatssicherheit scheinen dies zu bestätigen. Die danach einsetzende Forschung gelangte zu dem Ergebnis, man könne davon ausgehen, dass Steiner anlässlich des Misstrauensvotums 1972 von der Stasi mit 50.000 DM bestochen wurde. Nach Willy Brandts Witwe Brigitte Seebacher sei Brandt, nachdem er im März 1991 aus den Fernsehnachrichten erfahren habe, Julius Steiner habe 50.000 DM von der Staatssicherheit erhalten, „senkrecht aus seinem Sessel“ gesprungen, „mit offenem Mund vor dem Fernseher stehen“ geblieben, habe sich wieder hingesetzt und gesagt: „Dann hat er doppelt kassiert.“
Steiner wohnte bis in die 1990er Jahre in Warthausen-Oberhöfen im Landkreis Biberach und zog dann nach Friedberg (Bayern) um.